# 蒙古地方
蒙古地方為中華民國大陸時期曾名義上設置的行政區劃之一，成立於1928年；中華民國國民革命軍北伐後，蒙古地方與西藏地方同為中華民國同以「地方」為名的特別行政區劃，相當於省級行政區。行政院也設置直接對口部會蒙藏委員會。此外，比照省政府的蒙古盟旗行政機關則為設於塞北四省的蒙古地方自治政務委員會。
蒙古地方的制訂與北洋政府的外蒙古區劃相當，而中華民國國民政府從未實際控制該地區。該地區約有173萬平方公里。以面積言，蒙古地方為原中華民國公告疆域行政區劃的第二大，僅次於新疆省，其轄下有4部2地區及116旗4牧場36佐領等次區劃。不過蒙古地方因地形關係與《中俄蒙协约》內禁止漢人移民等因素，其行政區域內人口並不多，1936年擁有約61.6萬人口。
北洋皖系徐树铮於1919年任西北筹边使兼西北边防军总司令。同年10月出兵外蒙古，迫使外蒙古在1919年11月17日正式取消自治。1921年3月蒙古人民革命後，大蒙古國恢復獨立。蒙古君主八世哲布尊丹巴活佛逝世後，在蘇聯、第三國際與蒙古人民黨的支持與行動下，蒙古政府於1924年11月26日宣佈廢除君主立憲制，成立蒙古人民共和國，改首都庫倫城名為乌兰巴托，以1911年作獨立紀元，允許苏联红军駐軍。故在中國國民政府的「蒙古地方」區劃制定之前，蒙古作為社會主義國家就已事實上與中國分離，但當時的中國、英國、美國及日本等主要國家政府皆未承認。
1945年10月20日，外蒙古依照《中蘇友好同盟條約》換文之規定，進行獨立公投。1946年1月5日國民政府接受公投結果，正式承認蒙古人民共和國的獨立地位。
1953年2月1日，聯合國大會第六屆會議通過第505號決議。同年2月24日，中華民國以蘇聯未履行中蘇友好同盟條約為由，在立法院廢止中蘇友好同盟條約，並拒絕承認蒙古人民共和國。
1961年聯合國安理會166號決議通過，蒙古加入聯合國。目前與其面積幾乎相同的蒙古國已成為聯合國会员国之一，也獲得包括中华人民共和国在内的絕大多數國家承認。
2002年10月3日，中華民國外交部的公告再度承认蒙古为独立国家。2005年原公告行政區劃停止適用後，2006年《蒙古盟部旗组织法》正式被中華民國廢止。2012年5月21日，中華民國行政院大陸委員會發表新聞稿正式否認外蒙古為中華民國固有領土。

## 地理範圍

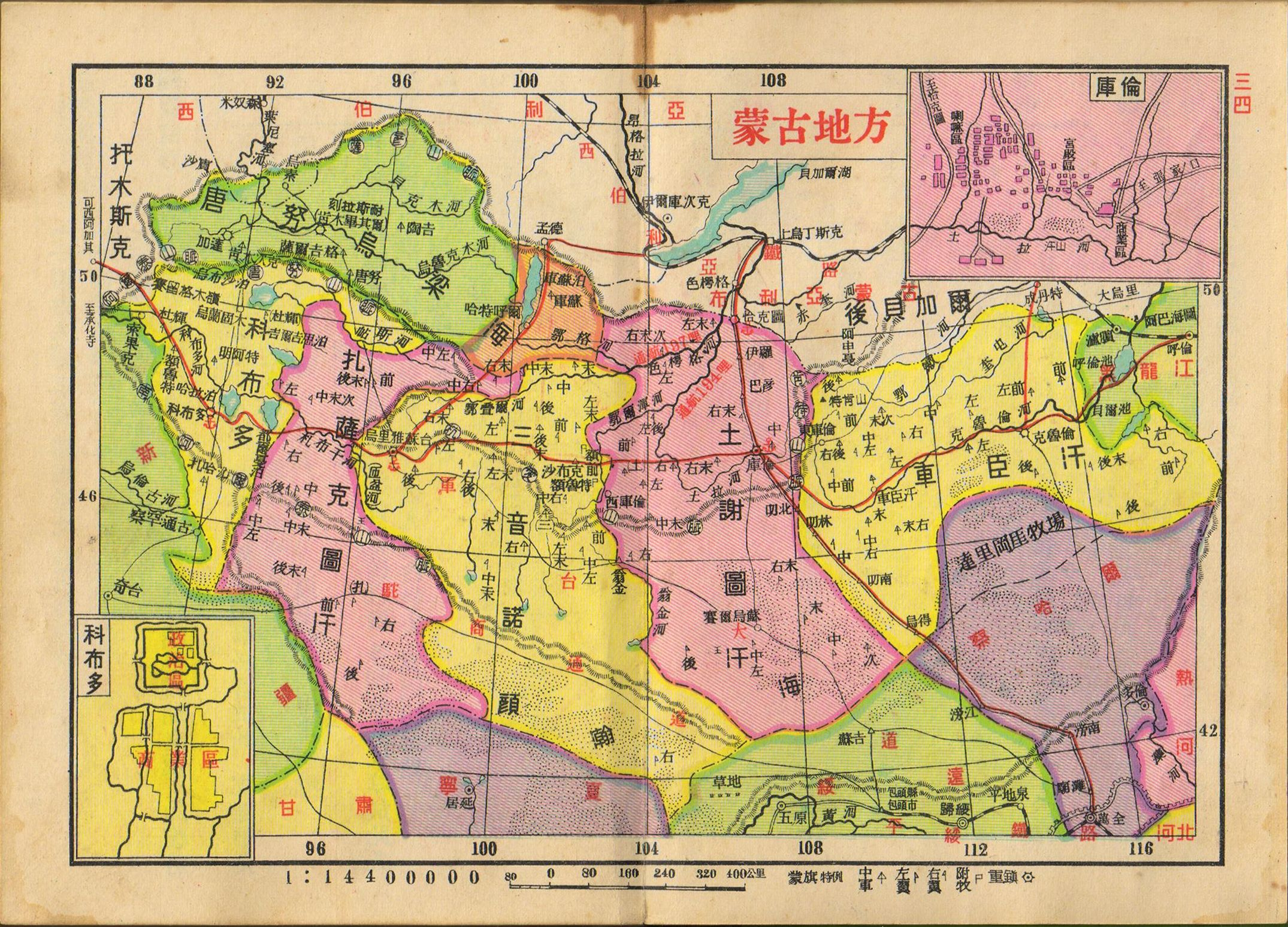
亞新地學社1936年《袖珍中華全圖》的蒙古地方地圖（國民政府未實際統治）

名义上，蒙古地方的範圍即1913年中俄声明确定的清末库伦办事大臣、烏里雅蘇臺將軍与科布多参赞大臣管辖区域（外喀爾喀四部、科布多与唐努乌梁海）。首府为庫倫（今名乌兰巴托）。实际上，蘇聯的兩個衛星國（蒙古和圖瓦）的面積较中国方面主张的外蒙古范围要大。当时蒙古人民共和國與中國之間事實上的邊界控制线西起阿尔泰山分水岭，经戈壁沙漠一线到东部的大兴安岭和哈拉哈河为止，而圖瓦人民共和國统治着蒙古高原西北介於薩彥嶺至唐努山之間的狹長地帶。總的來說，區域大約相当于今蒙古国大部分地区，俄羅斯聯邦所屬圖瓦共和國全境。
就1931年頒定的《蒙古盟部旗組織法》而言，蒙古地方包含車臣汗部、土謝圖汗部、三音諾顏部、札薩克圖汗部、三音濟雅哈圖盟、唐努烏梁海。不過事實上，中華民國雖於蒙古地方設治，但實際統治时间短暂（主要在1919年至1921年），蒙古除了多次獨立外，也长期受俄国影响並被苏联控制。1920年代初，蒙古人民共和国成立之际就废除了清代蒙古遗留的旧行政区，逐步改革为现代蒙古国行政区划。

### 盟旗區劃
中華民國未能实际统治其主张的蒙古地方，但名义上仍沿用盟（汗部）、旗為區劃，1928年至2004年間，區劃也多有更動。依中華民國主計處單位原有的《中華民國各省縣行政區域代碼》而言，蒙古地方劃分克魯倫巴爾和屯盟、汗阿林盟、齊齊爾里克盟、札克畢拉色欽畢都爾諾爾盟、三音濟雅哈圖左翼盟、三音濟雅哈圖右翼盟及唐努烏梁海等。另以1940年代－1950年代間的中華民國行政區劃劃分來看，詳細的蒙古地方全區劃如下：
| 38001 | 克魯倫巴爾和屯盟         | 車臣汗部     | 東路車臣汗旗                         | 车臣汗（今 蒙古国肯特省溫都爾汗）                                                        |
| 38001 | 克魯倫巴爾和屯盟         | 車臣汗部     | 東路左翼左旗                         | 今 蒙古国東方省巴彥烏拉縣東南                                                            |
| 38001 | 克魯倫巴爾和屯盟         | 車臣汗部     | 東路左翼右旗                         | 今 蒙古国肯特省巴特瑙諾夫縣西北                                                          |
| 38001 | 克魯倫巴爾和屯盟         | 車臣汗部     | 東路左翼前旗                         | 今 蒙古国東方省哈拉哈高勒縣東                                                            |
| 38001 | 克魯倫巴爾和屯盟         | 車臣汗部     | 東路左翼後旗                         | 今 蒙古国蘇赫巴托省達里甘噶縣                                                            |
| 38001 | 克魯倫巴爾和屯盟         | 車臣汗部     | 東路左翼中旗                         | 今 蒙古国肯特省巴特瑙諾夫縣东                                                            |
| 38001 | 克魯倫巴爾和屯盟         | 車臣汗部     | 東路左翼后末旗                       | 今 蒙古国東方省馬塔德縣东                                                                |
| 38001 | 克魯倫巴爾和屯盟         | 車臣汗部     | 東路中左旗                           | 今 蒙古国蘇赫巴托省圖門丘格特縣                                                          |
| 38001 | 克魯倫巴爾和屯盟         | 車臣汗部     | 東路中右旗                           | 今 蒙古国東方省哈拉哈高勒縣                                                              |
| 38001 | 克魯倫巴爾和屯盟         | 車臣汗部     | 東路中前旗                           | 克魯倫（今 蒙古国東方省喬巴山市）                                                        |
| 38001 | 克魯倫巴爾和屯盟         | 車臣汗部     | 東路中后旗                           | 今 蒙古国肯特省額門鄂代拉蓋爾縣西                                                        |
| 38001 | 克魯倫巴爾和屯盟         | 車臣汗部     | 東路中末旗                           | 今 蒙古国肯特省加爾施爾縣一帶                                                            |
| 38001 | 克魯倫巴爾和屯盟         | 車臣汗部     | 東路中左前旗                         | 今 蒙古国東方省喬巴山市西                                                                |
| 38001 | 克魯倫巴爾和屯盟         | 車臣汗部     | 東路中右後旗                         | 今 蒙古国中央省蒙根莫里特縣東北                                                          |
| 38001 | 克魯倫巴爾和屯盟         | 車臣汗部     | 東路中末右旗                         | 今 蒙古国東戈壁省德勒格雷赫縣一帶                                                        |
| 38001 | 克魯倫巴爾和屯盟         | 車臣汗部     | 東路中末次旗                         | 今 蒙古国肯特省賓代爾縣                                                                  |
| 38001 | 克魯倫巴爾和屯盟         | 車臣汗部     | 東路右翼前旗                         | 今 蒙古国肯特省額門鄂代拉蓋爾縣東                                                        |
| 38001 | 克魯倫巴爾和屯盟         | 車臣汗部     | 東路右翼後旗                         | 今 蒙古国蘇赫巴托省達里甘嘎縣一帶                                                        |
| 38001 | 克魯倫巴爾和屯盟         | 車臣汗部     | 東路右翼左旗                         | 今 蒙古国肯特省溫都爾汗西南                                                              |
| 38001 | 克魯倫巴爾和屯盟         | 車臣汗部     | 東路右翼中旗                         | 今 蒙古国中戈壁省巴彥扎爾嘎朗縣北                                                        |
| 38001 | 克魯倫巴爾和屯盟         | 車臣汗部     | 東路右翼中前旗                       | 今 蒙古国肯特省溫都爾汗西南                                                              |
| 38001 | 克魯倫巴爾和屯盟         | 車臣汗部     | 東路右翼中左旗                       | 今 蒙古国肯特省喬巴山市東                                                                |
| 38001 | 克魯倫巴爾和屯盟         | 車臣汗部     | 東路右翼中右旗                       | 今 蒙古国肯特省達爾汗縣東南                                                              |
| 38002 | 汗阿林盟                 | 土謝圖汗部   | 後路土謝圖汗旗                       | 今 蒙古国前杭愛省布爾德縣一帶                                                            |
| 38002 | 汗阿林盟                 | 土謝圖汗部   | 後路左翼前旗                         | 今 蒙古国布爾干省黑希格溫都爾縣西                                                        |
| 38002 | 汗阿林盟                 | 土謝圖汗部   | 後路左翼後旗                         | 今 蒙古国中戈壁省德勒格爾杭愛縣西南                                                      |
| 38002 | 汗阿林盟                 | 土謝圖汗部   | 後路左翼中旗                         | 今 蒙古国東戈壁省賽汗都蘭縣南                                                            |
| 38002 | 汗阿林盟                 | 土謝圖汗部   | 後路左翼末旗                         | 今 蒙古国東戈壁省曼達赫縣一帶                                                            |
| 38002 | 汗阿林盟                 | 土謝圖汗部   | 後路左翼中左旗                       | 今 蒙古国中戈壁省鄂勒吉特縣南                                                            |
| 38002 | 汗阿林盟                 | 土謝圖汗部   | 後路左翼右末旗                       | 今 蒙古国中戈壁省古爾班賽汗縣南                                                          |
| 38002 | 汗阿林盟                 | 土謝圖汗部   | 後路左翼左中末旗                     | 今 蒙古国前杭愛省巴彥溫都爾縣東北                                                        |
| 38002 | 汗阿林盟                 | 土謝圖汗部   | 後路中旗                             | 庫倫（今 蒙古国烏蘭巴托市）                                                              |
| 38002 | 汗阿林盟                 | 土謝圖汗部   | 後路中次旗                           | 今 蒙古国東戈壁省呼布斯高勒縣南                                                          |
| 38002 | 汗阿林盟                 | 土謝圖汗部   | 後路中左旗                           | 今 蒙古国布爾干省達辛其楞縣南                                                            |
| 38002 | 汗阿林盟                 | 土謝圖汗部   | 後路中右旗                           | 今 蒙古国中央省達辛其楞縣                                                                |
| 38002 | 汗阿林盟                 | 土謝圖汗部   | 後路中右末旗                         | 今 蒙古国中央省額爾德尼桑特縣                                                            |
| 38002 | 汗阿林盟                 | 土謝圖汗部   | 後路中左翼末旗                       | 今 蒙古国色楞格省巴彥錯格特縣西南                                                        |
| 38002 | 汗阿林盟                 | 土謝圖汗部   | 後路右翼左旗                         | 今 蒙古国布爾干省布爾干市                                                                |
| 38002 | 汗阿林盟                 | 土謝圖汗部   | 後路右翼右旗                         | 今 蒙古国前杭愛省巴彥溫都爾縣西南                                                        |
| 38002 | 汗阿林盟                 | 土謝圖汗部   | 後路右翼後旗                         | 今 蒙古国布爾干省達辛其楞縣東南                                                          |
| 38002 | 汗阿林盟                 | 土謝圖汗部   | 後路右翼左後旗                       | 今 蒙古国鄂爾渾省額爾登特市                                                              |
| 38002 | 汗阿林盟                 | 土謝圖汗部   | 後路右翼左末旗                       | 今 蒙古国色楞格省鄂爾渾縣東                                                              |
| 38002 | 汗阿林盟                 | 土謝圖汗部   | 後路右翼右末旗                       | 今 蒙古国中央省巴特蘇木貝爾縣                                                            |
| 38002 | 汗阿林盟                 | 土謝圖汗部   | 後路右翼右末次旗                     | 今 蒙古国布爾干省色楞格縣東北                                                            |
| 38003 | 齊齊爾里克盟             | 三音諾顏部   | 中部三音諾顏旗                       | 今 蒙古国前杭愛省海爾汗杜蘭縣                                                            |
| 38003 | 齊齊爾里克盟             | 三音諾顏部   | 中部左翼左旗                         | 今 蒙古国巴彥洪戈爾省古爾萬布拉格縣西北                                                  |
| 38003 | 齊齊爾里克盟             | 三音諾顏部   | 中部左翼右旗                         | 今 蒙古国南戈壁省諾莫岡縣西南                                                            |
| 38003 | 齊齊爾里克盟             | 三音諾顏部   | 中部左翼中旗                         | 今 蒙古国布爾幹省巴彥阿格特縣一帶                                                        |
| 38003 | 齊齊爾里克盟             | 三音諾顏部   | 中部左翼左末旗                       | 今 蒙古国後杭愛省巴騰蓋拉縣東南                                                          |
| 38003 | 齊齊爾里克盟             | 三音諾顏部   | 中部右翼末旗                         | 今 蒙古国巴彥洪戈爾省博木博果爾縣一帶                                                    |
| 38003 | 齊齊爾里克盟             | 三音諾顏部   | 中部中左旗                           | 今 蒙古国後杭愛省塔里亞特縣                                                              |
| 38003 | 齊齊爾里克盟             | 三音諾顏部   | 中部中右旗                           | 今 蒙古国巴彥洪戈爾省沃勒吉特縣南                                                        |
| 38003 | 齊齊爾里克盟             | 三音諾顏部   | 中部中前旗                           | 今 蒙古国前杭愛省阿爾拜赫雷市東                                                          |
| 38003 | 齊齊爾里克盟             | 三音諾顏部   | 中部中後旗                           | 今 蒙古国扎布汗省察干海爾汗縣一帶                                                        |
| 38003 | 齊齊爾里克盟             | 三音諾顏部   | 中部中左翼末旗                       | 今 蒙古国後杭愛省楚魯特縣西北                                                            |
| 38003 | 齊齊爾里克盟             | 三音諾顏部   | 中部中右翼末旗                       | 今 蒙古国後杭愛省成和爾縣東                                                              |
| 38003 | 齊齊爾里克盟             | 三音諾顏部   | 中部中末旗                           | 今 蒙古国庫蘇古爾省塔里亞蘭縣南                                                          |
| 38003 | 齊齊爾里克盟             | 三音諾顏部   | 中部中后末旗                         | 今 蒙古国後杭愛省溫都爾烏蘭縣一帶                                                        |
| 38003 | 齊齊爾里克盟             | 三音諾顏部   | 中部右翼前旗                         | 今 蒙古国布爾干省賽汗縣西北                                                              |
| 38003 | 齊齊爾里克盟             | 三音諾顏部   | 中部右翼後旗                         | 今 蒙古国後杭愛省熱爾嘎蘭特縣一帶                                                        |
| 38003 | 齊齊爾里克盟             | 三音諾顏部   | 中部右末旗                           | 今 蒙古国扎布汗省伊德爾縣南                                                              |
| 38003 | 齊齊爾里克盟             | 三音諾顏部   | 中部右翼中左旗                       | 今 蒙古国前杭愛省納林台勒縣東南                                                          |
| 38003 | 齊齊爾里克盟             | 三音諾顏部   | 中部右翼中右旗                       | 今 蒙古国後杭愛省布拉幹縣一帶                                                            |
| 38003 | 齊齊爾里克盟             | 三音諾顏部   | 中部右翼中末旗                       | 今 蒙古国巴彥洪戈爾省巴查干縣一帶                                                        |
| 38003 | 齊齊爾里克盟             | 三音諾顏部   | 中部右翼左末旗                       | 今 蒙古国前杭愛省巴特沃吉勒縣南                                                          |
| 38003 | 齊齊爾里克盟             | 三音諾顏部   | 中部右翼右後旗                       | 今 蒙古国巴彥洪戈爾省巴彥布拉格縣西                                                      |
| 38003 | 齊齊爾里克盟             | 三音諾顏部   | 中部額魯特旗                         | 今 蒙古国前杭愛省哈爾赫林縣一帶                                                          |
| 38003 | 齊齊爾里克盟             | 三音諾顏部   | 中部額魯特前旗                       | 今 蒙古国後杭愛省巴特曾格勒縣東                                                          |
| 38004 | 札克畢拉色欽畢都爾諾爾盟 | 扎薩克圖汗部 | 西部扎薩克圖汗旗及左翼後左旗         | 今 蒙古国戈壁阿爾泰省阿爾泰市                                                            |
| 38004 | 札克畢拉色欽畢都爾諾爾盟 | 扎薩克圖汗部 | 西部左翼左旗                         | 今 蒙古国扎布汗省桑特馬爾嘎茨縣                                                          |
| 38004 | 札克畢拉色欽畢都爾諾爾盟 | 扎薩克圖汗部 | 西部左翼右旗                         | 今 蒙古国科布多省多爾貢縣                                                                |
| 38004 | 札克畢拉色欽畢都爾諾爾盟 | 扎薩克圖汗部 | 西部左翼前旗                         | 今 蒙古国烏布蘇省溫都杭愛縣南                                                            |
| 38004 | 札克畢拉色欽畢都爾諾爾盟 | 扎薩克圖汗部 | 西部左翼后旗                         | 今 蒙古国科布多省多爾貢縣                                                                |
| 38004 | 札克畢拉色欽畢都爾諾爾盟 | 扎薩克圖汗部 | 西部左翼中旗及右翼後旗               | 今 蒙古国戈壁阿爾泰省巴彥烏拉縣南                                                        |
| 38004 | 札克畢拉色欽畢都爾諾爾盟 | 扎薩克圖汗部 | 西部左翼後末旗                       | 今 蒙古国烏布蘇省溫都杭愛縣南                                                            |
| 38004 | 札克畢拉色欽畢都爾諾爾盟 | 扎薩克圖汗部 | 西部中左翼左旗                       | 今 蒙古国庫蘇古爾省車車爾勒格縣                                                          |
| 38004 | 札克畢拉色欽畢都爾諾爾盟 | 扎薩克圖汗部 | 西部中左翼右旗                       | 今 蒙古国庫蘇古爾省西奈伊代爾縣北                                                        |
| 38004 | 札克畢拉色欽畢都爾諾爾盟 | 扎薩克圖汗部 | 西部中左翼末旗                       | 今 蒙古国庫蘇古爾省木倫市                                                                |
| 38004 | 札克畢拉色欽畢都爾諾爾盟 | 扎薩克圖汗部 | 西部中右翼左旗                       | 今 蒙古国科布多省車車格縣南                                                              |
| 38004 | 札克畢拉色欽畢都爾諾爾盟 | 扎薩克圖汗部 | 西部中右翼末旗                       | 今 蒙古国戈壁阿爾泰省通黑勒縣                                                            |
| 38004 | 札克畢拉色欽畢都爾諾爾盟 | 扎薩克圖汗部 | 西部中右翼末次旗                     | 今 蒙古国扎布汗省桑特馬爾嘎茲縣                                                          |
| 38004 | 札克畢拉色欽畢都爾諾爾盟 | 扎薩克圖汗部 | 西部右翼右旗                         | 今 蒙古国戈壁阿爾泰省錢德曼尼縣                                                          |
| 38004 | 札克畢拉色欽畢都爾諾爾盟 | 扎薩克圖汗部 | 西部右翼前旗                         | 今 蒙古国戈壁阿爾泰省鄂爾德訥縣                                                          |
| 38004 | 札克畢拉色欽畢都爾諾爾盟 | 扎薩克圖汗部 | 西部右翼右末旗                       | 今 蒙古国庫蘇古爾省托木爾布拉格縣西                                                      |
| 38004 | 札克畢拉色欽畢都爾諾爾盟 | 扎薩克圖汗部 | 西部右翼後末旗                       | 今 蒙古国戈壁阿爾泰省阿爾泰市西南                                                        |
| 38004 | 札克畢拉色欽畢都爾諾爾盟 | 扎薩克圖汗部 | 西部輝特旗                           | 今 蒙古国戈壁阿爾泰省熱爾嘎蘭縣                                                          |
| 38005 | 三音濟雅圖左翼盟         | 科布多地區   | 杜爾伯特汗旗                         | 今 蒙古国烏布蘇省烏布蘇湖南                                                              |
| 38005 | 三音濟雅圖左翼盟         | 科布多地區   | 杜爾伯特中旗                         | 今 蒙古国烏布蘇省烏布蘇湖南                                                              |
| 38005 | 三音濟雅圖左翼盟         | 科布多地區   | 杜爾伯特中左旗                       | 今 蒙古国烏布蘇省烏布蘇湖南                                                              |
| 38005 | 三音濟雅圖左翼盟         | 科布多地區   | 杜爾伯特中前旗                       | 今 蒙古国烏布蘇省烏布蘇湖南                                                              |
| 38005 | 三音濟雅圖左翼盟         | 科布多地區   | 杜爾伯特中後旗                       | 今 蒙古国烏布蘇省烏布蘇湖南                                                              |
| 38005 | 三音濟雅圖左翼盟         | 科布多地區   | 杜爾伯特中上旗                       | 今 蒙古国烏布蘇省烏布蘇湖南                                                              |
| 38005 | 三音濟雅圖左翼盟         | 科布多地區   | 杜爾伯特中下旗                       | 今 蒙古国烏布蘇省烏布蘇湖南                                                              |
| 38005 | 三音濟雅圖左翼盟         | 科布多地區   | 杜爾伯特中前左旗                     | 今 蒙古国烏布蘇省烏布蘇湖南                                                              |
| 38005 | 三音濟雅圖左翼盟         | 科布多地區   | 杜爾伯特中前右旗                     | 今 蒙古国烏布蘇省烏布蘇湖南                                                              |
| 38005 | 三音濟雅圖左翼盟         | 科布多地區   | 杜爾伯特中後左旗                     | 今 蒙古国烏布蘇省烏布蘇湖南                                                              |
| 38005 | 三音濟雅圖左翼盟         | 科布多地區   | 杜爾伯特中後右旗                     | 今 蒙古国烏布蘇省烏布蘇湖南                                                              |
| 38005 | 三音濟雅圖左翼盟         | 科布多地區   | 輝特下後旗                           | 今 蒙古国烏布蘇省烏蘭固木                                                                |
| 38006 | 三音濟雅圖右翼盟         | 科布多地區   | 杜爾伯特前旗                         | 今 蒙古国烏布蘇省烏蘭固木                                                                |
| 38006 | 三音濟雅圖右翼盟         | 科布多地區   | 杜爾伯特前右旗                       | 今 蒙古国烏布蘇省烏蘭固木                                                                |
| 38006 | 三音濟雅圖右翼盟         | 科布多地區   | 杜爾伯特中右旗                       | 今 蒙古国烏布蘇省烏蘭固木                                                                |
| 38006 | 三音濟雅圖右翼盟         | 科布多地區   | 輝特下前旗                           | 今 蒙古国烏布蘇省烏布蘇湖南                                                              |
| 38006 | 三音濟雅圖右翼盟         | 科布多地區   | 札哈沁旗                             | 今 蒙古国科布多省莫斯特縣                                                                |
| 38006 | 三音濟雅圖右翼盟         | 科布多地區   | 明阿特旗                             | 今 蒙古国科布多省緬嘎德縣                                                                |
| 38006 | 三音濟雅圖右翼盟         | 科布多地區   | 額魯特旗                             | 今 蒙古国科布多省額爾德訥布仁縣一帶                                                      |
| 38007 | 唐努烏梁海               | 唐努烏梁海   | 托錦旗                               | 今 俄羅斯圖瓦共和國托贾區                                                                |
| 38007 | 唐努烏梁海               | 唐努烏梁海   | 薩拉吉克旗                           | 今 俄羅斯圖瓦共和國坦德區一帶                                                            |
| 38007 | 唐努烏梁海               | 唐努烏梁海   | 庫布蘇庫諾爾旗                       | 今 蒙古国庫蘇古爾省昌德曼溫都爾蘇木                                                      |
| 38007 | 唐努烏梁海               | 唐努烏梁海   | 唐努旗                               | 今 俄羅斯圖瓦共和國捷斯赫姆区一帶                                                        |
| 38007 | 唐努烏梁海               | 唐努烏梁海   | 奇木奇克旗                           | 今 俄羅斯圖瓦共和國准-赫姆奇克区東南                                                     |
| 38007 | 唐努烏梁海               | 唐努烏梁海   | 達爾哈達沙畢                         | 今 蒙古国庫蘇古爾省察干烏爾縣                                                            |
| 38007 | 唐努烏梁海               | 唐努烏梁海   | 烏布爾蘇門、達諾伊翁、司哈夫喀拉內屋 | 不详（三地在中华民国方面的资料中将其列为旗，但在蒙、俄两国任何时期的资料中均无类似地名） |
| 38007 | 唐努烏梁海               | 唐努烏梁海   | 扎薩克圖汗部烏梁海一佐領             | 今 俄羅斯圖瓦共和國卡赫姆區一帶                                                          |
| 38007 | 唐努烏梁海               | 唐努烏梁海   | 扎薩克圖汗部烏梁海一佐領             | 今 俄羅斯圖瓦共和國切季霍爾區南岸                                                        |
| 38007 | 唐努烏梁海               | 唐努烏梁海   | 扎薩克圖汗部烏梁海一佐領             | 今 俄羅斯圖瓦共和國准-赫姆奇克区一帶                                                     |
| 38007 | 唐努烏梁海               | 唐努烏梁海   | 扎薩克圖汗部烏梁海一佐領             | 今 蒙古国庫蘇古爾省林沁勒呼木貝縣北岸                                                    |
| 38007 | 唐努烏梁海               | 唐努烏梁海   | 扎薩克圖汗部烏梁海一佐領             | 今 蒙古国庫蘇古爾省察干烏拉縣一帶                                                        |
| 38007 | 唐努烏梁海               | 唐努烏梁海   | 烏梁海二佐領                         | 今 蒙古国庫蘇古爾省察干烏拉縣西北                                                        |
| 38007 | 唐努烏梁海               | 唐努烏梁海   | 哲布尊丹巴呼圖克圖屬烏梁海三佐領     | 今 蒙古国庫蘇古爾省烏蘭烏拉縣                                                            |
| 38007 | 唐努烏梁海               | 唐努烏梁海   | 烏梁海三佐領                         | 今 俄羅斯圖瓦共和國准-赫姆奇克区                                                         |
| 38007 | 唐努烏梁海               | 唐努烏梁海   | 烏梁海四佐領                         | 今 俄羅斯圖瓦共和國蘇特霍爾區                                                            |
| 38007 | 唐努烏梁海               | 唐努烏梁海   | 烏梁海四佐領                         | 今 俄羅斯圖瓦共和國卡赫姆區                                                              |
| 38007 | 唐努烏梁海               | 唐努烏梁海   | 三音諾顏部烏梁海十三佐領             | 今 俄羅斯圖瓦共和國蘇特霍爾區                                                            |

以上各盟旗之代號均已在2005年10月3日棄用。

## 兩岸間的態度

### 中華民國
1924年蒙古人民共和國成立，1928年中華民國國民政府北伐成功，名義上宣稱蒙古為其領土。中華民國政府开始时不同意在法律上承认外蒙古维持独立的现状。1945年8月，苏联对日本宣战。一百五十万苏军在蒙古集结后进攻中国东北、朝鲜等地的日本关东军。其间外蒙古提供后勤并派军队参加苏军对日军在内蒙古的作战。為繼續取得同盟國對中國戰區的支持，以及避免苏联援助中共和在东北驻军不撤走，8月14日，经过与苏联两个多月的谈判，中華民國政府同意雅爾達協定相關內容。宋子文、王世杰等在時任國民政府主席蔣中正的授权下與苏联政府签订《中苏友好同盟条约》，同意“苏联出兵击败日本后，在苏联尊重东北的主权、领土完整；不干涉新疆的内部事务；不援助中共”等条件下，允許將依公正之公投的結果決定是否承認蒙古人民共和國。10月20日公民投票結果显示，97.8%的公民赞成蒙古人民共和國的独立。
1946年1月5日，中華民國承认外蒙古的独立。國民政府公告说：“外蒙古人民于1945年10月20日举行公民投票，中央曾派内政部次长雷法章前往观察，近据外蒙古主持投票事务人员之报告，公民投票结果已证实外蒙古人民赞成独立，兹照国防最高委员会之审议，法定承认外蒙古之独立，除由行政院转饬内政部将此项决议正式通知外蒙古政府外，特此公告。” 
然而到了1953年2月24日，依聯合國通過的「控蘇案」，甫已撤退至臺灣的中華民國立法院廢止《中蘇友好同盟條約》，拒絕承認外蒙古獨立的事實，稱《聯合國大會決議案五〇五》是外交上的「重大勝利」。從此又片面宣稱蒙古為中華民國領土。國民大會秘書處自民國68年（1979年）5月至民國80年（1991年）10月所編的《會議實錄》所附的《中華民國全圖》都宣稱中華民國疆域包括蒙古地方。都自稱中華民國公告疆域行政區劃像秋海棠。但是1961年蒙古加入联合国，中华民国放弃使用否决权。
直到1990年代，中華民國在台灣民主化和本土化。1993年民進黨籍立委對此首度提出挑戰，向司法院就領土定義聲請釋憲，指出上述說法無視於國際法中「對國家承認是無條件且不得撤銷」之慣例。而司法院作出的回覆則為領土問題為政治議題，非司法院所能解釋。
2012年5月21日，中華民國行政院大陸委員會發表新聞稿，表示「民國35年我國憲法制定公布時，蒙古（俗稱外蒙古）獨立已為我政府所承認，因此，當時蒙古已「非」我國憲法第4條所稱的『固有之疆域」。虽「於民國42年提經立法院決議廢止中蘇友好同盟條約，但並未完成憲法領土變更之程序」。「國際法上國家之承認，原則上屬於『無條件與不可撤回的』，當時承認之相關要件迄今仍存在」，否定外蒙古為中華民國法理領土，說明「『蒙古國』為我政府所承認之國家」，證實已徹底揚棄對外蒙古的主權聲索。
2017年9月15日，中華民國政府裁撤蒙藏委員會，降為文化部蒙藏文化中心。外交部及大陸委員會亦承接蒙藏會部分職能。

### 中華人民共和國
现在實際統治中國大陸的中華人民共和國，於1949年10月16日與蒙古人民共和国建交。實際和法理上都承認蒙古人民共和國及其繼承政權的主權國家地位。

## 現狀
2002年，中華民國行政院和立法院將《兩岸人民關係條例實施細則》內的「外蒙古」（蒙古地方舊稱）有關條文移除，明訂「大陸地區」僅為「中共控制之地區」，並在修訂的《編印我國大陸地區地圖注意事項》中要求將蒙古與中國大陸的邊界（即中蒙邊界）以國界標示。中華民國在外交部網站的各國介紹中加入蒙古國，蒙古國亦為其政府所承認之國家。2002年台灣於蒙古國首都烏蘭巴托設立代表處，而蒙古亦於2003年在台北市設立代表处。2005年10月3日台灣又棄用法理上各省（市）縣（市）行政區域代碼。政府也不再發行「中華民國全圖」。
目前台灣市面上所發售的中國地圖和世界地圖，均已將蒙古排除在中國之外作為獨立國家標示，教科書亦然。包含外蒙古在內的「中華民國全圖」（俗稱「秋海棠」）則已相當罕見或不再發行。民間也普遍視蒙古國為主權國家。

### 引用
1. 1 2   . 一橋大學經濟研究所.   [2024-11-23]. （原始内容存档于2021-03-23） （日语）.
2. ↑  . 中國文化研究院.   [2021-05-31]. （原始内容存档于2021-09-12）.
3. ↑  . 自由時報.   [2021-02-06]. （原始内容存档于2021-02-03）.
4. ↑  . Taipei Times. 11 October 2002  [28 May 2009]. （原始内容存档于10 February 2009）. In October 1945, the people of Outer Mongolia voted for independence, gaining the recognition of many countries, including the Republic of China. (...) Due to a souring of relations with the Soviet Union in the early 1950s, however, the ROC revoked recognition of Outer Mongolia, reclaiming it as ROC territory. {...} Long a province of China, Mongolia declared its independence in 1921 with Soviet backing. After the Ministry of the Interior's recent decision to exclude Mongolia from the official ROC map, on 3 Oct, the Ministry of Foreign Affairs announced that Taiwan recognizes Mongolia as an independent country – 81 years after Mongolia declared its independence.
5. ↑  . 中華民國總統府. 中華民國總統府公報.   [2006年1月27日]. （原始内容存档于2024年8月1日）.
6. 1 2 3 4  行政院大陸委員會：有關外蒙古是否為中華民國領土問題說明新聞參考資料 的存檔，存档日期2013-10-04.
7. ↑  D BAYARKHUU; 許馨（譯）.  (PDF). 蒙藏現況雙月報 (文化部蒙藏文化中心).   [2023-02-08]. （原始内容存档 (PDF)于2023-01-15）.
8. ↑  李明峻.  (PDF). 新世紀智庫第49期. 2010-03-30  [2020-10-02]. （原始内容存档 (PDF)于2020-10-02）.
9. ↑  立法院國會圖書館電子藏書：國民大會歷次會議實錄 （页面存档备份，存于）：《第一屆國民大會第六次會議實錄》，1979年5月；《第一屆國民大會第七次會議實錄》，1985年5月；《第一屆國民大會第八次會議實錄》，1991年4月；《第一屆國民大會第二次臨時會實錄》，1991年10月 ：《中華民國全圖》
10. ↑  .   [2012-03-09]. （原始内容存档于2016-11-04）.
11. ↑  蒙藏委員會9月15日已走入歷史 （页面存档备份，存于），自由時報
12. ↑  蒙古國 的存檔，存档日期2013-12-06.，中華民國外交部
13. ↑  中華民國各省（市）縣（市）行政區域代碼 的存檔，存档日期2011-07-21.
14. ↑  .   [2012-10-22]. （原始内容存档于2012-04-23）.
15. ↑  內政部函：「一、本部前曾於民國87年出版「中華民國全圖」，後因考量銷售量偏低、圖資內容不符現況，目前已停止銷售。」
[查证请求]
16. ↑  大陸地圖 得依中國現狀標示 的存檔，存档日期2013-04-14., 自由時報, 2002年11月30日
17. ↑  官方地圖 將標示蒙古為國家 的存檔，存档日期2013-04-14., 自由時報, 2002年10月3日